# 青岛橡头虫
青岛橡头虫（学名：Glandiceps qingdaoensis）也称青岛粗吻虫，一种分布于中华人民共和国山东省青岛市胶州湾中西部潮下带的肠鳃类动物，隶属于无翼柱头虫科（史氏柱头虫科）橡头虫属。青岛橡头虫是首个在中国海域发现的无翼柱头虫科物种。

## 形态特征
通体呈黄色，表面具有不规则的棕色斑纹。吻部较长，腹侧和背侧具有沟槽。领索无巨大的神经根。躯干部分为四部分，自上而下你分别是鳃区、生殖区、肝区和肠区。咽头背面较大，鳃孔较小。